# Мамон Кузьма Тарасович
Кузьма Тарасович Мамон (нар. 5 квітня 1905 року  — пом. 27 лютого 1976) — український радянський діяч у сфері сільського господарства, бригадир колгоспу «Заповіт Ілліча» Шевченківського району Харківської області. Герой Соціалістичної Праці.

## Життєпис
Кузьма Мамон народився 5 квітня 1905 року у селі Баранове Старовірівської волості Куп'янського повіту в українській родині. Здобув середню освіту, почав працювати у 1920-х роках в індивідуальному сільському господарстві. В 1930 році вступив до колгоспу «Заповіт Ілліча» головна садиба якого знаходилася у селі Баранове. У повоєнні роки очолив рільничу бригаду колгоспа. У 1947 році колгосп зібрав велику кількість зернових культур. Особливо великі показники були у заготовленні озимої пшениці, якої було зібрано 39,6 центнерів зерна з гектара на загальній площі у 21,1 гектара.
За «отримання високих урожаїв пшениці, жита, кукурудзи та цукрового буряка при виконанні колгоспом обов'язкових поставок та натуроплати за роботу МТС у 1947 році та забезпеченості насінням зернових культур для весняної сівби 1948 року», Президія Верховної ради СРСР указом від 7 травня 1948 року надала Кузьмі Тарасовичу звання Героя Соціалістичної Праці з врученням ордена Леніна та медалі «Серп і Молот». Окрім Трохима Мамона, звання Героя Соціалістичної Праці отримали ще два члена колгоспу — інший бригадир Павло Іванович Тесленко та голова правління Федір Федорович Богдан. Автори книги «Березівський край» пояснювали масове нагородження намаганнями керівництва держави заохотити селян підвищити продуктивність праці на тлі масового голоду у 1947 році.
Кузьма Тарасович Мамон мешкав у селі Баранове і продовжував працювати у місцевому колгоспі, залишався безпартійним. Помер 27 лютого 1976 року.

## Нагороди
- Герой Соціалістичної Праці (5 травня 1948 року)[3]
- орден Леніна (5 травня 1948 року)[3]
- медаль «Серп і Молот» (5 травня 1948 року)[3]